# Abbazia di Bermondsey

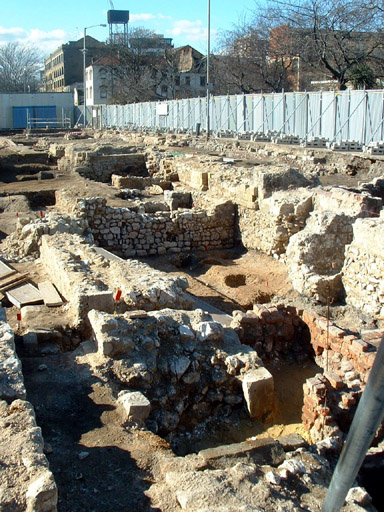
Scavo archeologico dell'Abbazia di Bermondsey, visto da Tower Bridge Road, 5 marzo 2006

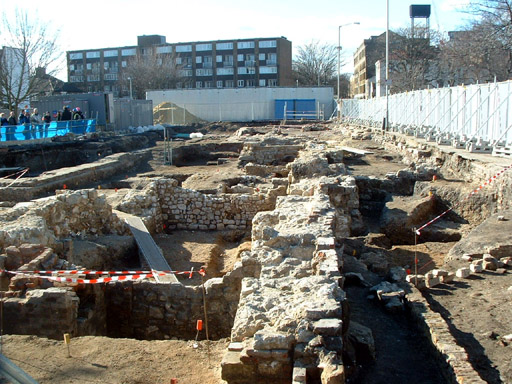
Altra vista dello scavo archeologico da Tower Bridge Road

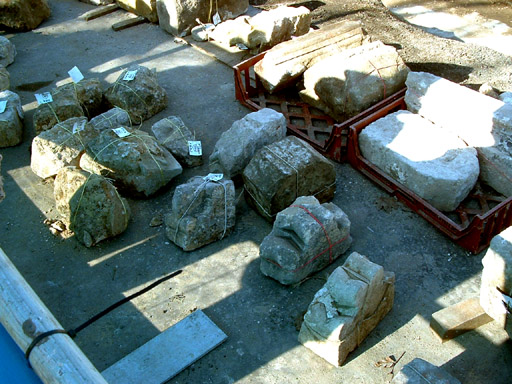
Dettagli dei reperti rinvenuti negli scavi archeologici

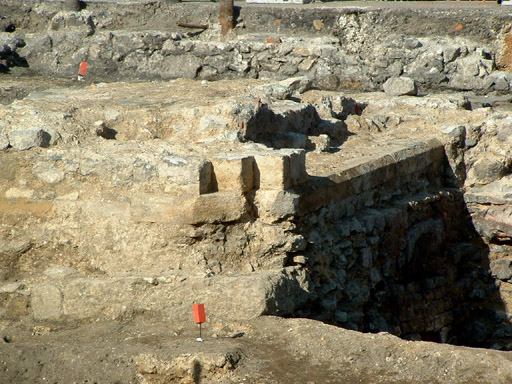
Vista dettagliata dello scavo archeologico dell'Abbazia di Bermondsey

L'abbazia di Bermondsey era un monastero benedettino inglese. Sebbene generalmente si ritenga che sia stata fondata nell'XI secolo, in loco era già presente un monastero sin dall'inizio del secolo VIII. L'abbazia sorgeva su quella che oggi è Bermondsey Square (oggi sito del mercato di Bermondsey) a Bermondsey, nel quartiere londinese di Southwark, a sud-est di Londra, in Inghilterra.

## Fondazione
È noto che prima del 715 a Bermondsey esisteva un monastero, che era una colonia nel Surrey dell'importante monastero merciano di Medeshamstede, più tardi noto come Peterborough. Una lettera di papa Costantino (708–715) - di cui è pervenuta solo una copia riprodotta a Peterborough nel XII secolo - concedeva privilegi a un monastero a Vermundesei. Molto probabilmente questo monastero continuò a esistere come monastero secolare, almeno fino alle invasioni vichinghe del IX secolo.
Non ci sono ulteriori notizie di edifici religiosi a Bermondsey fino al 1082 quando, secondo gli Annales Monasterii de Bermundeseia, un certo Alwinus Child vi fondò un monastero con licenza reale. Data la tendenza alla continuità dei luoghi sacri, probabilmente questa chiesa fu fondata sul sito del precedente monastero. È quindi possibile che la nuova fondazione sia stata l'erede diretta della chiesa menzionata per l'ultima volta all'inizio del secolo VIII.
Il nuovo monastero di Alwinus Child, intitolato a San Salvatore, è presumibilmente identico alla "nuova e bella chiesa" che appare nel Domesday Book per Bermondsey del 1086. Inoltre, il Domesday Book chiarisce la menzione degli Annales sulla licenza reale, poiché ricorda che il feudo di Bermondsey era allora posseduto quasi totalmente dal re Guglielmo il Conquistatore (mentre ne avevan una piccola parte Roberto, conte di Mortain, fratellastro del re e fratello minore di Oddone di Bayeux, allora conte di Kent). Il sostegno regio alla nuova fondazione continuò con la donazione della tenuta reale di Bermondsey da parte di re Guglielmo Rufo nel 1089 o 1090 e attraverso ulteriori sovvenzioni concesse, ad esempio, da re Enrico I negli anni '20 e '30 del XII secolo. È possibile che anche i conti di Mortain manifestassero interesse per il nuovo monastero, visto nel 1140 vi entrò come monaco il conte Guglielmo di Mortain. L'unico dono registrato di Alwinus Child al nuovo monastero furono "vari affitti nella città di Londra" che nel Domesday Book sono probabilmente rappresentati da quei 13 cittadini che annualmente pagavano 44 penny alla tenuta di Bermondsey.
Il nuovo monastero fu istituito come priorato cluniacense straniero grazie all'arrivo, nel 1089, di quattro monaci da Santa Maria di La Charité-sur-Loire su invito dell'arcivescovo Lanfranco di Canterbury. I quattro monaci erano Peter (che divenne il primo priore), Richard, Osbert e Umbald.
I monaci iniziarono la sistemazione delle paludi che circondavano l'abbazia, coltivando la terra, arginando la riva del fiume in una struttura che si estendeva su 140 acri di prato e scavando fossati. L'adiacente ingresso della marea alla foce del fiume Neckinger fu trasformato nel molo del priorato e venne chiamato Molo di San Salvatore, in onore dell'abbazia. Il molo fornì un approdo sicuro per i dignitari ecclesiastici e le merci oltre il tradizionale attraversamento terrestre, l'affollato Ponte di Londra.
La chiesa rimase priorato cluniacense fino alla fine del XIV secolo. Nel 1380, Richard Dunton, primo priore inglese, pagò un'ammenda di 200 marchi (£ 133 6s 8d) per far naturalizzare l'insediamento del monastero di Bermondsey: ciò lo protesse da azioni intraprese contro proprietà straniere in tempo di guerra, ma lo aiutò anche a ottenere, nel 1390, lo status indipendente di abbazia, separata sia da La Charité che da Cluny.
Il borgo di Bermondsey per molto tempo rimase solo un pezzo di strada (la moderna Bermondsey Street) che andava da Tooley Street sulla sponda meridionale del Tamigi fino all'abbazia. Il terreno circostante era di proprietà dei Cavalieri Templari e non lontano si trovavano altre proprietà ecclesiastiche. Nel maniero di Southwark dell'arcivescovo di Canterbury sorgevano le abitazioni di cittadini facoltosi e chierici, tra cui i priori di Lewes e St Augustine's di Canterbury e l'abate di Battle. Inoltre, nel 1353 anche il re Edoardo III costruì un maniero vicino al Tamigi a Bermondsey.

## Legami con la famiglia reale
Nel Natale del 1154, il neo incoronato re Enrico II e la sua regina, Eleonora d'Aquitania, tennero corte al priorato di Bermondsey. Poche settimane dopo, il 28 febbraio 1155, vi nacque il secondo figlio della coppia reale, il principe Enrico.
Elizabeth Woodville, vedova di Edoardo IV, si registrò come pensionante presso l'Abbazia il 12 febbraio 1487, dopo essersi ritirata dalla corte di Enrico VII, e vi ricevette ospitalità gratuita in quanto vedova del re fino alla sua morte, avvenuta l'8 giugno 1492. I suoi due figli, Edoardo V e Riccardo di Shrewsbury, quarto duca di York, scomparvero nella Torre di Londra nel 1483, mentre sua figlia, Elisabetta di York, sposò Enrico VII, il primo monarca Tudor, nel 1486. Mathewe Baker, un cortigiano di Enrico VII e di suo figlio Enrico VIII, morì nell'abbazia nel maggio 1513 e vi fu sepolto "davanti all'immagine di San Salvatore nel presbiterio" come richiese nel suo testamento.

## Sepolture
Gli scavi archeologici hanno permesso di trovare i resti di circa 500 persone sepolte nell'abbazia, ma potrebbero esserci almeno altre 250 sepolture.
Tra i personaggi famosi sepolti si annoverano:
- Maria di Scozia, contessa di Boulogne
- Ann Echingham, vedova di John Tuchet, sesto barone Audley
- Matthew Baker (governatore)
- Guglielmo, conte di Mortain

## Terreni e proprietà
L'abbazia di Bermondsey acquisì rapidamente un importante patrimonio sia temporale, sia spirituale.
Nel 1291, le proprietà temporali (come le proprietà fondiarie) erano valutate a quasi £ 229, mentre quelle spirituali (come, ad esempio, il diritto a nominare il prete di una parrocchia) a poco più di £ 50. Nel 1535, l'indagine sulle finanze della chiesa cattolica voluta da Enrico VIII, il Valor Ecclesiasticus, fissava il valore annuo netto dell'abbazia a poco più di £ 474.
Il patrimonio fondiario era molto ampio e comprendeva proprietà in Surrey, Leicestershire, Hertfordshire, Buckinghamshire, Gloucestershire, Somerset e Kent.
Nel 1093 il vescovo Robert Bloet di Lincoln donò all'abbazia il maniero di Charlton, all'epoca in Kent. Nel 1268, le fu concesso un mercato del lunedì a Charlton, nonché una fiera annuale di tre giorni intorno alla domenica della Trinità, l'ottava domenica dopo Pasqua. Nel 1127 Enrico I donò terreni Dulwich e altrove.

## Dissoluzione
Con la soppressione dei monasteri voluta da Enrico VIII, nel 1538 l'ultimo abate fu costretto con la forza a cedere l'abbazia al re, che concesse la proprietà e le sue terre a Robert Southwell, un ricco cortigiano che fece fortuna con la speculazione sui terreni di molti monasteri soppressi. A sua volta, Southwell vendette l'abbazia a un altro funzionario pubblico, Thomas Pope, fondatore del Trinity College di Oxford. Questi fece smembrare l'abbazia, erigendo sulla proprietà una casa che incorporò molti degli edifici esistenti, mentre altri furono demoliti. Pope rivendette quindi la proprietà a Southwell che, in seguito, la cedette a un orafo londinese.
La casa entrò in seguito nel possesso di Thomas Radclyffe, 3º conte di Sussex (c. 1525–1583), diplomatico e importante cortigiano della regina Elisabetta I, che la usò come residenza nel 1570, quando la regina venne a fargli visita. Sembra che, durante la permanenza del conte di Sussex a Bermondsey, alcuni degli edifici furono utilizzati come ospedale. Lo stesso Sussex si curò lì nel 1575.

## Resti
L'abbazia e la casa costruita nel XVI secolo non esistono più. Nel 1822, il Morning Post riferì che tutto ciò che rimaneva era "un paio di solitari frammenti di muro in pietra, in quella che viene chiamata King John's Court, insieme ad alcuni vecchi edifici". Anche le case sulla vicina Grange Walk incorporano alcuni dei resti dell'abbazia. All'interno della struttura di alcune case del tardo XVII secolo è ricompreso un lato del corpo di guardia in pietra tardo medievale. I resti della torre sud-occidentale della chiesa abbaziale sono visibili sotto il pavimento vetrato di un ristorante di Bermondsey Square.
Nel 1904, durante lavori di edificazione in Abbey Street, furono trovate due bare di pietra con resti umani a tre metri sotto terra, con altre sei sepolture senza bara al di sopra e nelle vicinanze. Sono state portate alla luce anche parti delle fondamenta dell'abbazia. Nel 1932, la pietra di consacrazione dell'abbazia fu scoperta da un operaio in una stazione di servizio in Tower Bridge Road, dove era stata collocata nelle fondamenta di un edificio successivo.

## Archeologia

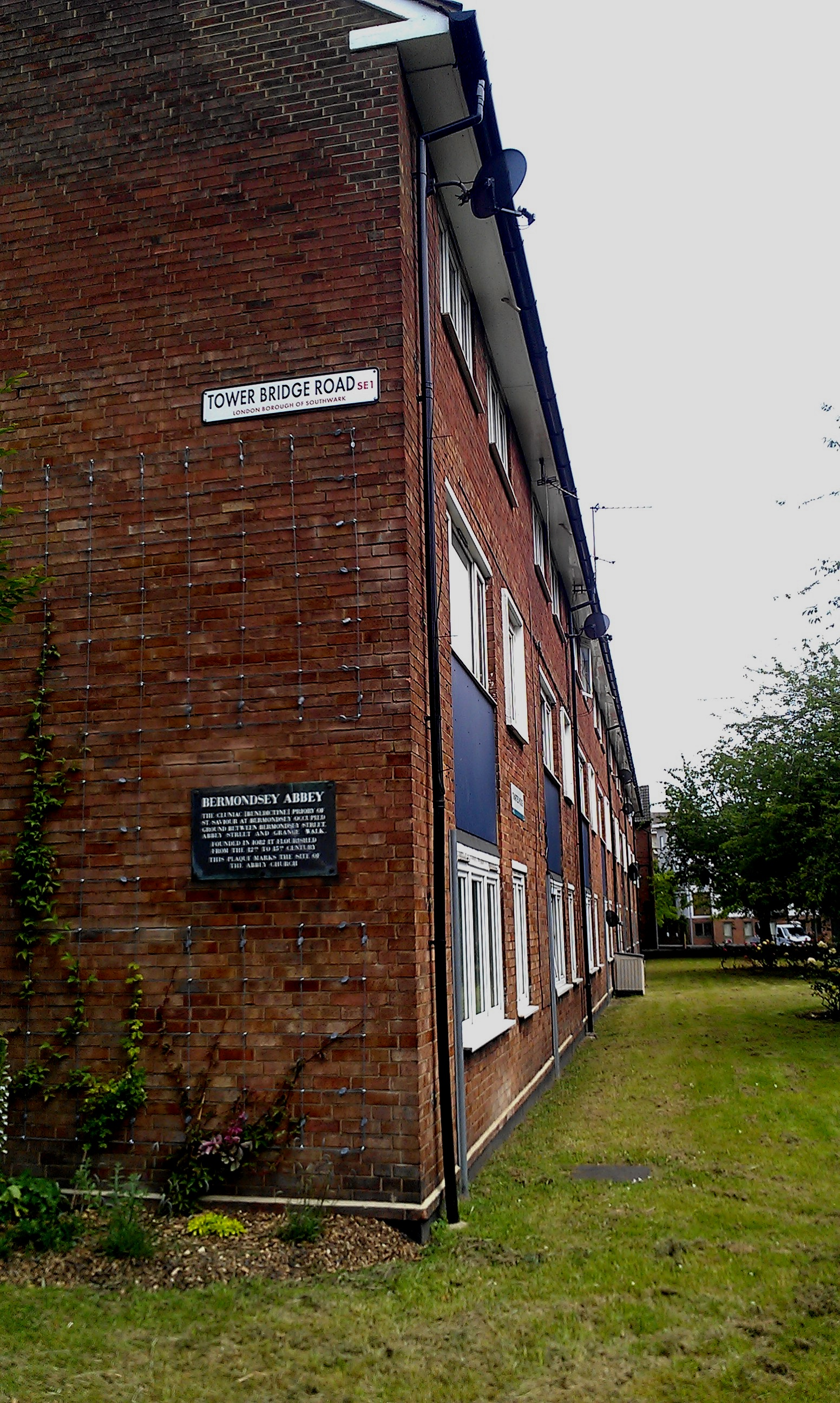
Blocco abitativo che reca una targa che evidenzia l'ubicazione della chiesa abbaziale

Il sito di Bermondsey Square è stato ampiamente riqualificato con gli scavi archeologici intrapresi nel 2005-2006 dall'English Heritage, in particolare sul sito lungo Abbey Street. Un'altra parte del sito oggetto di scavi corre lungo Tower Bridge Road.